# هیوندای اینترادو
هیوندای اینترادو یک خودروی مینی SUV مفهومی است که توسط شرکت کره ای هیوندای ساخته شده است. نیروی پیشران این خودرو توسط یک پیشرانه سلول سوختی هیدروژنی با باتری لیتیوم یون ۳۶ کیلووات ساعتی تأمین می‌شود که قابلیت پیمایش ۶۰۰ کیلومتر با هربار شارژ کردن را داراست
شتاب صفر تا صد هیوندای اینترادو ۱۲٫۲ ثانیه است و حداکثر سرعت آن به ۱۶۰ کیلومتر بر ساعت می‌رسد.

## نگارخانه

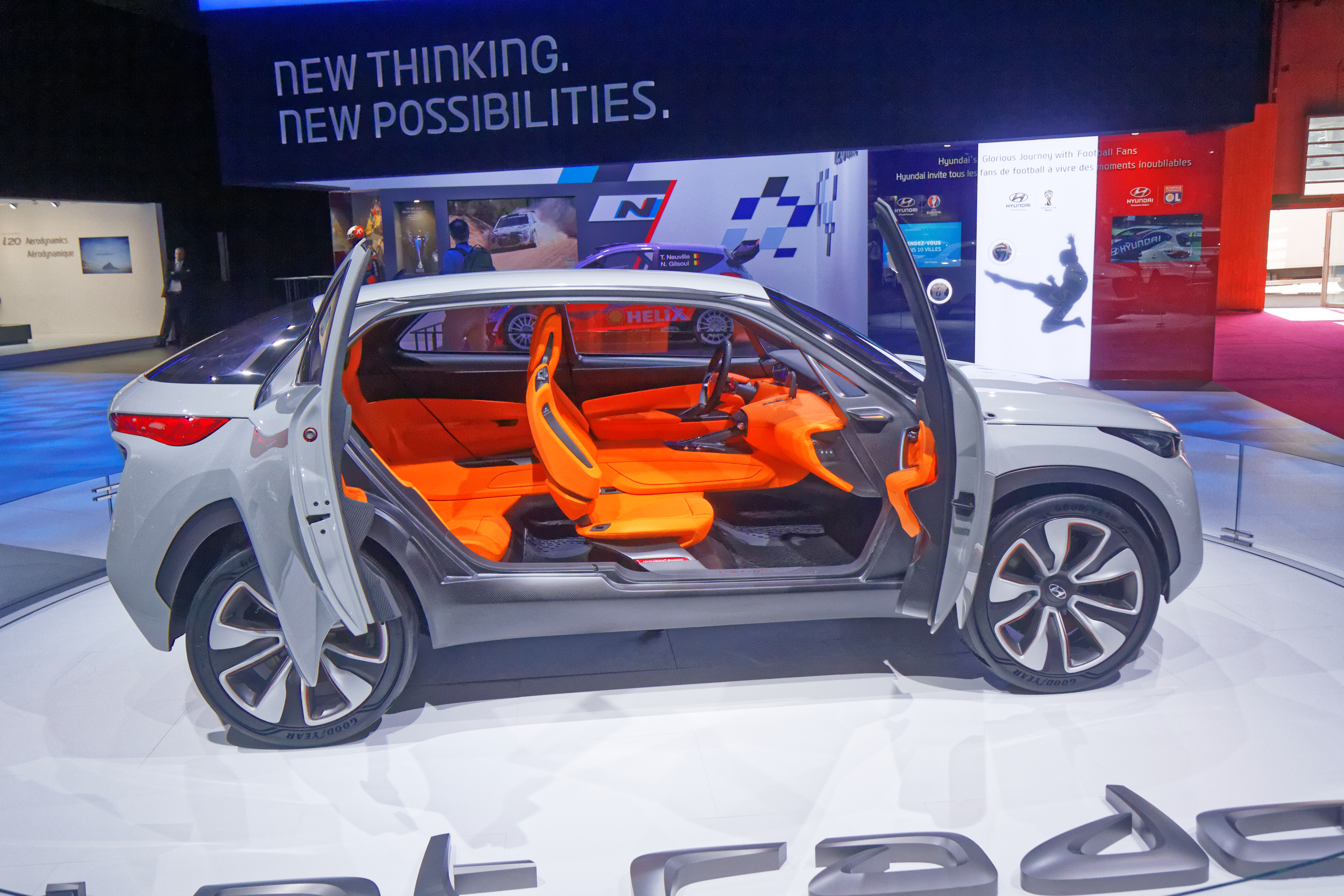
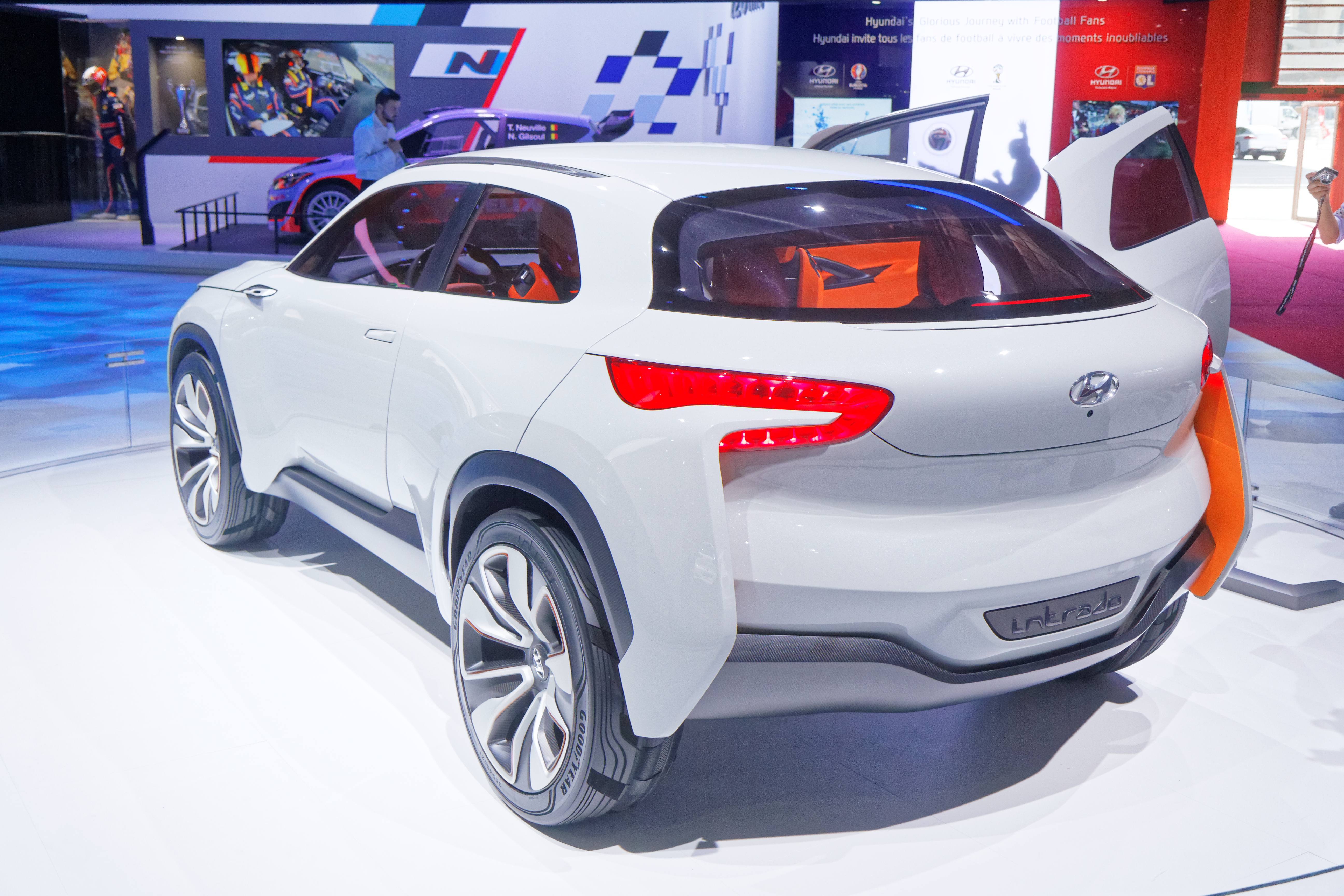
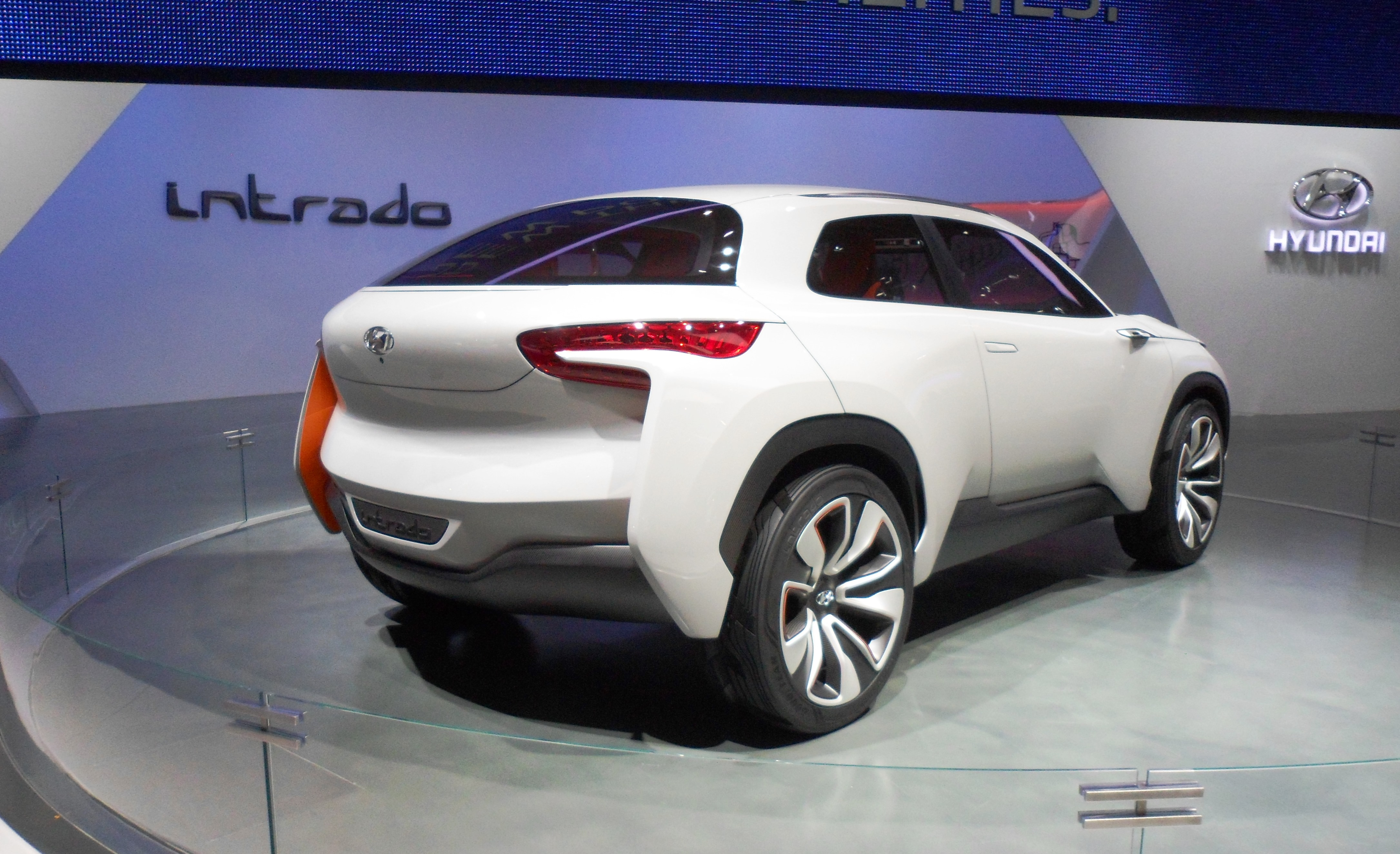
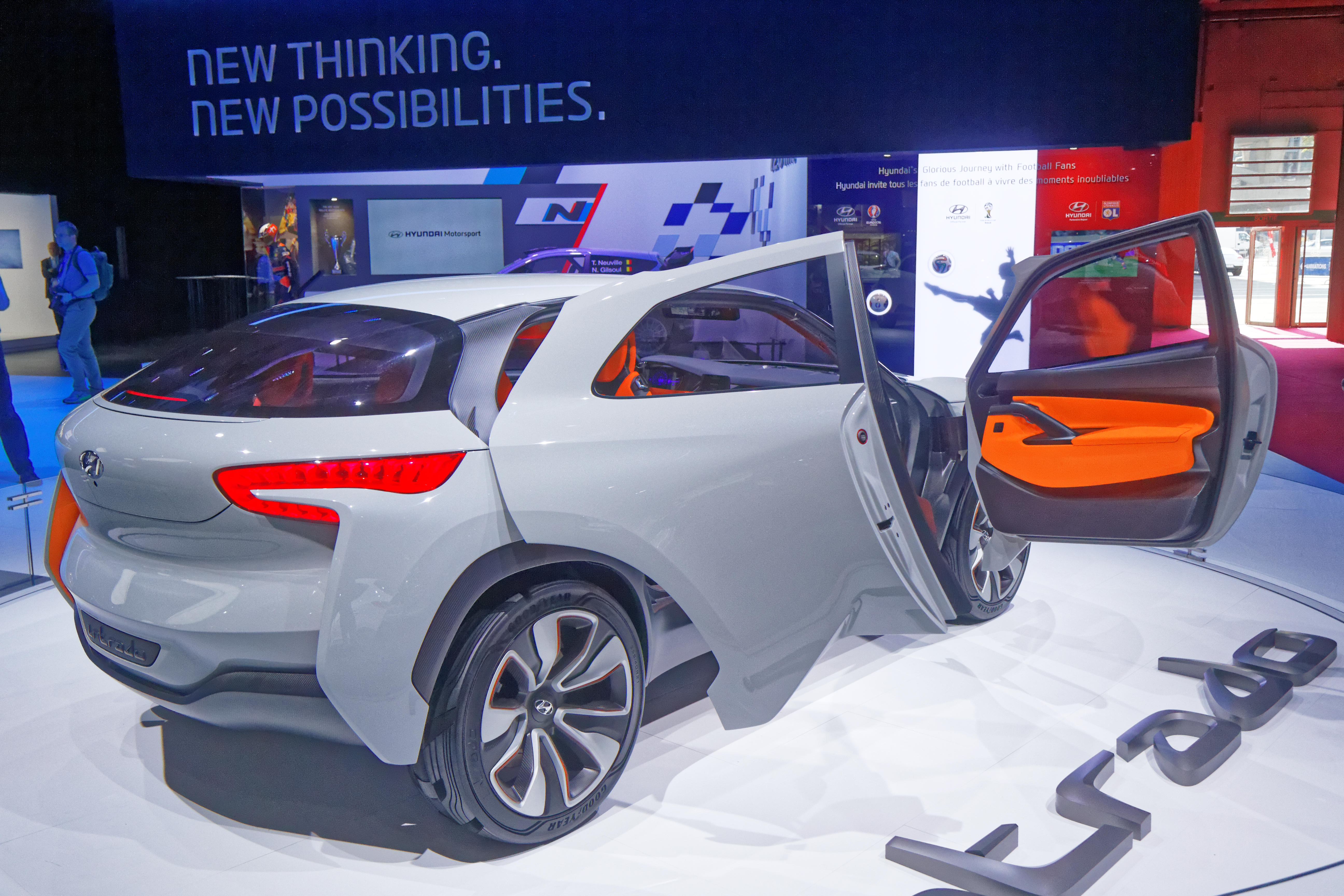